# Мексико (округ Джуніата, Пенсільванія)
Мексико (англ. Mexico) — переписна місцевість (CDP) в США, в окрузі Джуніата штату Пенсільванія. Населення — 398 осіб (2020).

## Географія
Мексико розташоване за координатами 40°32′30″ пн. ш. 77°21′30″ зх. д. / 40.54167° пн. ш. 77.35833° зх. д. (40.541649, -77.358272).  За даними Бюро перепису населення США в 2010 році переписна місцевість мала площу 2,81 км², уся площа — суходіл.

## Демографія
Згідно з переписом 2010 року, у переписній місцевості мешкали 472 особи в 187 домогосподарствах у складі 142 родин. Густота населення становила 168 осіб/км².  Було 202 помешкання (72/км²).
Расовий склад населення:
| - 99,2 % — білих - 0,4 % — чорних або афроамериканців - 0,2 % — вихідців з тихоокеанських островів - 0,2 % — азіатів |

До двох чи більше рас належало 0,0 %. Частка іспаномовних становила 1,3 % від усіх жителів.
За віковим діапазоном населення розподілялося таким чином: 16,9 % — особи молодші 18 років, 68,9 % — особи у віці 18—64 років, 14,2 % — особи у віці 65 років та старші. Медіана віку мешканця становила 46,2 року. На 100 осіб жіночої статі у переписній місцевості припадало 99,2 чоловіків;  на 100 жінок у віці від 18 років та старших — 100,0 чоловіків також старших 18 років.
Середній дохід на одне домашнє господарство  становив 55 471 долар США (медіана — 47 578), а середній дохід на одну сім'ю — 62 067 доларів (медіана — 55 625). Медіана доходів становила 36 029 доларів для чоловіків та 30 804 долари для жінок. За межею бідності перебувало 14,6 % осіб, у тому числі 23,1 % дітей у віці до 18 років та 6,6 % осіб у віці 65 років та старших.
Цивільне працевлаштоване населення становило 178 осіб. Основні галузі зайнятості: виробництво — 35,4 %, фінанси, страхування та нерухомість — 12,4 %, роздрібна торгівля — 10,7 %, освіта, охорона здоров'я та соціальна допомога — 9,6 %.